# The Paper Dolls
The Paper Dolls fueron un trío vocal femenino británico de finales de la década de 1960 oriundo de Northampton, integrado por la vocalista principal Susie «Tiger» Mathis, Pauline «Spyder» Bennett y Sue «Copper» Marshall. Fueron uno de los pocos girl group británicos de finales de los sesenta.
Cada miembro del grupo tenía un apodo, similar a las Spice Girls tres décadas después.

## Carrera

### «Something Here in My Heart»
Firmado por Pye Records, Paper Dolls tuvo un éxito solitario. La canción «Something Here in My Heart (Keeps A Tellin' Me No)», que fue su sencillo debut, y fue escrita por Tony Macaulay y John Macleod, alcanzó el número 11 en la lista de sencillos del Reino Unido en 1968. Las Dolls también grabaron otra composición exitosa de Macaulay/Macleod, «Baby Take Me in Your Arms». La imagen perdurable de las Paper Dolls, como se ve en Top of the Pops, fue ineludiblemente la de tres mujeres jóvenes en minifaldas, cuya popularidad y brevedad estaban en su apogeo en ese momento. El nombre del grupo evocaba a los dolly birds («pájaros muñeca»), un término bastante impersonal que, en los años 1970, el periodista Christopher Booker asoció con «niñas [que se] transforman en objetos de plástico desechables».

### Siguientes lanzamientos
Varios de sus siguientes lanzamientos, en particular «My Life (Is in Your Hands)» y «Someday», no lograron entrar en las listas. Su mayor decepción llegó cuando sus productores organizaron que grabaran otra composición junto a Macaulay, «Build Me Up Buttercup», más tarde ese año. Debido a un malentendido, nunca se presentaron a la sesión, y en su lugar la canción fue entregada a The Foundations, cuya versión se convirtió en un exitoso sencillo. El otro lado de «Someday», titulada «Any Old Time (You're Lonely and Sad)», fue grabada por The Foundations, para quienes apareció en las listas de éxitos del Reino Unido.
The Paper Dolls lanzaron un álbum, titulado Paper Dolls House en 1968, que fue reeditado con pistas adicionales en CD en 2001. El primer lanzamiento incluyó una versión de la canción «Darlin'» de The Beach Boys; la versión posterior sustituyó una versión de la canción de Paul McCartney «Step Inside Love».
En 1970 firmaron con RCA. Dos sencillos más, una versión de «My Boyfriend's Back» de The Angels y la canción original «Remember December» (con coros de Brian Connolly, más tarde de Sweet) no entraron en las listas y el trío se separó. Siguen siendo un one-hit wonder.
Sus canciones todavía continúan apareciendo en compilaciones de música de los años 1960.

## Después de la separación
- En 1978, bajo el nombre de Tiger Sue, Mathis lanzó un sencillo en solitario de la canción «When You Walk in the Room».[4]
- Mathis fue entrenadora vocal del coro de la escuela St Winifred, cuyo sencillo «There's No-one Quite Like Grandma» fue número uno en Navidad en 1980.
- Mathis se convirtió en presentadora de radio local, apareciendo en Piccadilly Radio y BBC Radio Manchester.
- Mathis se convirtió en coordinadora de recaudación de fondos para la Kirsty Appeal en nombre del Francis House Children's Hospice en Didsbury, Mánchester, y participó en varias otras organizaciones benéficas contra el cáncer. Le diagnosticaron cáncer de mama en 2004.[5]

## Personal
- Tiger – nacida Susanne Mathis, 29 de abril de 1947, Londres.
- Copper – nacida como Susan Marshall, el 21 de abril de 1948, Nottingham, Nottinghamshire.
- Spyder – nacida como Pauline Bennett, 28 de julio de 1948, Bletchley, Buckinghamshire.